# Montescudo
Montescudo is een gemeente in de Italiaanse provincie Rimini (regio Emilia-Romagna) en telt 2437 inwoners (31-12-2004). De oppervlakte bedraagt 19,9 km², de bevolkingsdichtheid is 107 inwoners per km².

## Demografie
Montescudo telt ongeveer 1027 huishoudens. Het aantal inwoners steeg in de periode 1991-2001 met 28,8% volgens cijfers uit de tienjaarlijkse volkstellingen van ISTAT.

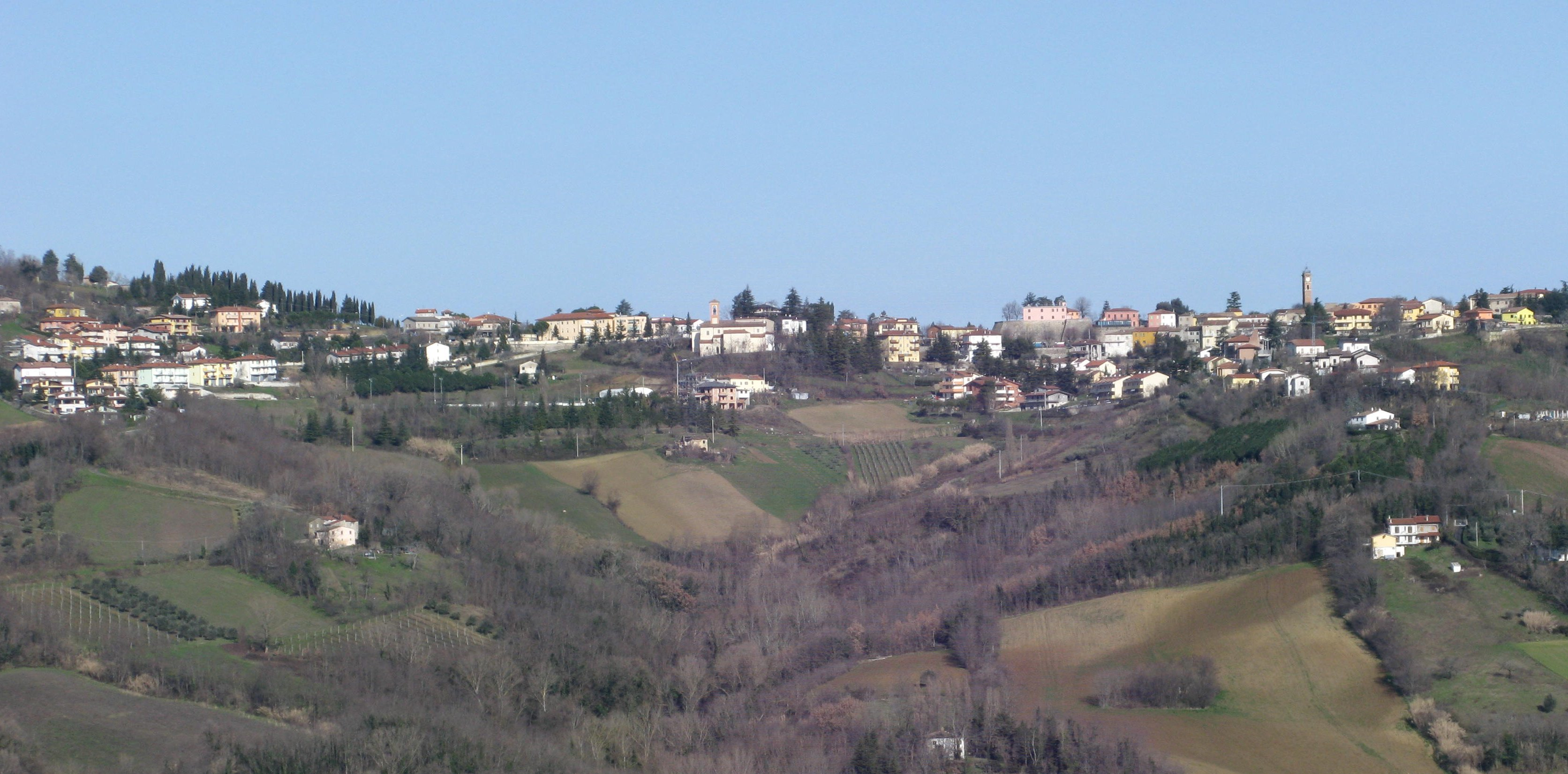
Montescudo

| Jaar | Inwoneraantal |
| ---- | ------------- |
| 1991 | 1630          |
| 2001 | 2099          |

## Geografie
Montescudo grenst aan de volgende gemeenten: Coriano, Gemmano, Monte Colombo, Sassofeltrio (PU).
Bellaria-Igea Marina · Cattolica · Coriano · Gemmano · Misano Adriatico · Mondaino · Monte Colombo · Montefiore Conca · Montegridolfo · Montescudo · Morciano di Romagna · Poggio Berni · Riccione · Rimini · Saludecio · San Clemente · San Giovanni in Marignano · Santarcangelo di Romagna · Torriana · Verucchio
- Gemeinsame Normdatei: 7554209-2
- MusicBrainz: a0c431d4-e742-428f-9bbd-7a627a2cc992
- Virtual International Authority File: 248310783